# Jim Jones (Rapper)

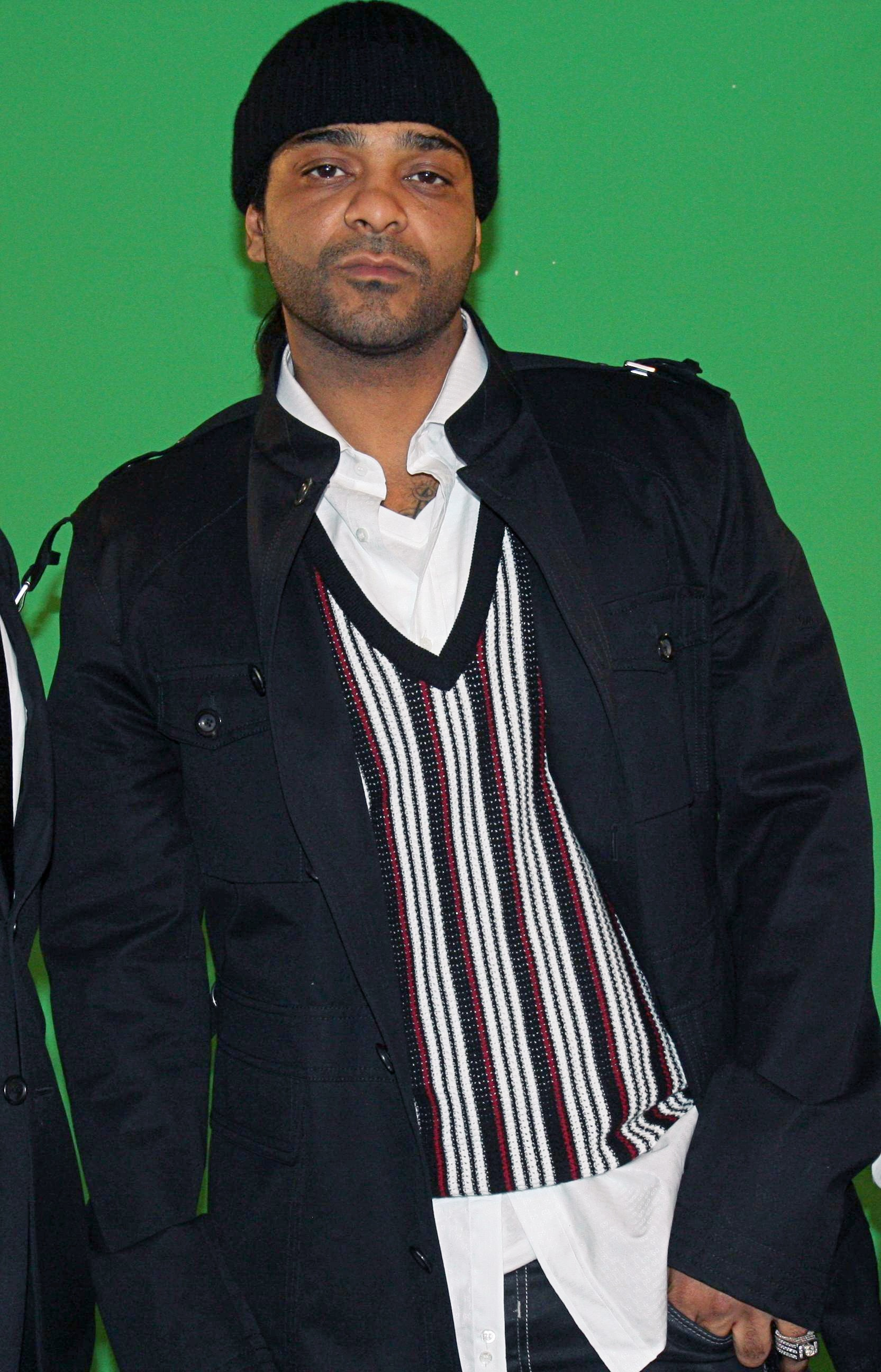
Jim Jones (2008)

Joseph Guillermo „Jim“ Jones (* 15. Juli 1976 in Harlem, New York City) ist ein US-amerikanischer Rapper, der auch unter den Namen Jimmy Jones und CAPO bekannt ist.

## Leben

### Anfänge
Seine Mutter ist Afroamerikanerin und sein Vater ist Puerto-Ricaner. Er wuchs in Harlem auf. In Harlem lernte er auch Cam’ron kennen. Sie wurden schnell Freunde und gründeten 2000 die Rap-Crew The Diplomats.
Vor seiner Karriere als Rapper hat er bei einigen Videos für andere Künstler Regie geführt. So zum Beispiel bei Crunk Musik von den Diplomats sowie Oh Boy, Hey Ma und Get ’Em Girls von Cam’ron und einigen Videos von Juelz Santana.
Kurze Zeit später folgte seine eigene Likör-Marke Sizzurp, die seit 2007 auch in Deutschland verkauft wird.
Während seiner Rapkarriere wurde er A&R-Director bei Warner Music Group. Und er ist immer noch Regisseur, zum Beispiel bei seinem eigenen Video Certified Gangstas und unter anderem für Remy Ma. Außerdem ist 2006 sein biografischer Film A Day in the Fast Life erschienen.

### Karriere
Seine erste Rap-Performance war auf dem Song Do It Again von Cam’rons Album S.D.E.(2000).
2001 schaffte er seinen "Durchbruch" als Rapper, als er auf mehreren Songs, z. B. Ground Zero, auf dem ersten Diplomats-Album Diplomatic Immunity rappte. Drei Jahre später veröffentlichte er sein Solodebüt On My Way to Church. Es erreichte im August 2004 Platz 18 der Billboard Charts und verkaufte über 200.000 Kopien.
2005 veröffentlichte er sein zweites Album Harlem: Diary of a Summer, aus dem der Hit Baby Girl ausgekoppelt wurde. Im Jahr 2006 feierte Jim Jones seinen bisher größten Erfolg. Sein Stück We Fly High wurde ein Hit inner- und außerhalb von New York, auch aufgrund der Phrase "Balllliiinnn'" (ein gutes Leben haben) die er dort sehr oft wiederholt. Das Album Hustler's P.O.M.E. erreichte schließlich #1 der US-Rap Charts. Am 5. Dezember 2006 erschien das Weihnachtsalbum von Jim Jones, auf dem er Weihnachtslieder sampelt. Das Album ist 10 Lieder stark und beinhaltet einen Remix von We Fly High.
Einen weiteren Remix des Erfolgssongs "We Fly High" nahm Jim Jones mit den Reggaetón-Künstlern Tego Calderón und Don Omar auf.
Am 3. November 2007 veröffentlichte er ein Mixtape namens "Harlem's American Gangster", welches im Februar 2008 als re-masterte Albumversion auf den Markt kam. Auf dem Album sind Gastbeiträge der Byrd Gang, die Jim Jones 2006 gegründet hat und aus ihm sowie Mel Matrix, NOE, Freekey Zekey, Chink Santana und Sandman besteht. Die erste Single des Albums heißt "Love Me No More".

### „Beef“
Jim Jones geriet mit verschiedenen Rappern in Beef (Konflikt) wie Mase, Loon und Azealia Banks aus Harlem (New York), Jay-Z aus Brooklyn, Nas aus Queensbridge, French Montana aus der Bronx, Kanye West aus Chicago (Illinois), Tru Life aus der Lower East Side und Pusha T aus Virginia.

### Soziales Engagement
Neben seiner Karriere setzt er sich, wie auch die anderen Dipset-Künstler, für soziale Zwecke ein: Er organisiert jährlich ein Basketballturnier für sozialbenachteiligte Kinder in Harlem und er setzt sich für verschiedene Stiftungen wie die Andre Neal Foundation, das Southeast Queens Action Network for Public Schools und den Russell Simmons Hip Hop Summit ein.

## Diskografie

### Studioalben
| Jahr | Titel                                          | Höchstplatzierung, Gesamtwochen, AuszeichnungChartsChartplatzierungen (Jahr, Titel, Platzierungen, Wochen, Auszeichnungen, Anmerkungen) | Anmerkungen                            |
| Jahr | Titel                                          | US | Anmerkungen                            |
| ---- | ---------------------------------------------- | --- | -------------------------------------- |
| 2004 | On My Way to Church                            | US18 (7 Wo.)US | Erstveröffentlichung: 24. August 2004  |
| 2005 | Harlem: Diary of a Summer                      | US5 (11 Wo.)US | Erstveröffentlichung: 23. August 2005  |
| 2006 | Hustler’s P.O.M.E. (Product of My Environment) | US6 (21 Wo.)US | Erstveröffentlichung: 7. November 2006 |
| 2008 | Harlem’s American Gangster                     | US19 (5 Wo.)US | Erstveröffentlichung: 19: Februar 2008 |
| 2009 | Pray IV Reign                                  | US9 (6 Wo.)US | Erstveröffentlichung: 24. März 2009    |
| 2011 | Capo                                           | US20 (4 Wo.)US | Erstveröffentlichung: 5. April 2011    |
| 2018 | Wasted Talent                                  | US131 (1 Wo.)US | Erstveröffentlichung: 13. April 2018   |
| 2019 | El Capo                                        | US114 (1 Wo.)US | Erstveröffentlichung: 31. Mai 2019     |

### Singles (Auswahl)
| Jahr | Titel Album                                                | Höchstplatzierung, Gesamtwochen, AuszeichnungChartsChartplatzierungen (Jahr, Titel, Album, Platzierungen, Wochen, Auszeichnungen, Anmerkungen) | Anmerkungen                                                             |
| Jahr | Titel Album                                                | US | Anmerkungen                                                             |
| ---- | ---------------------------------------------------------- | --- | ----------------------------------------------------------------------- |
| 2006 | We Fly High Hustler’s P.O.M.E. (Product of My Environment) | US5 Platin (Mastertone) + Platin · (27 Wo.)US                                                                                                  | Erstveröffentlichung: 21. Oktober 2006                                  |
| 2008 | Pop Champagne Pray IV Reign                                | US22 Gold · (20 Wo.)US | Erstveröffentlichung: 4. September 2008 feat. Ron Browz & Juelz Santana |

## Filmografie
- A Day in the Fast Life
- State Property 2